# Acanthagrion cuyabae
Acanthagrion cuyabae – gatunek ważki z rodziny łątkowatych (Coenagrionidae). Występuje w Ameryce Południowej – w Boliwii, południowo-wschodniej Brazylii oraz północno-wschodniej Argentynie.